# Васеніни (Орловський район)
Ва́сеніни (рос. Васенино) — присілок у складі Орловського району Кіровської області, Росія. Входить до складу Орловського сільського поселення.
Населення становить 16 осіб (2010, 15 у 2002).
Національний склад станом на 2002 рік — росіяни 100 %.